# Seznam ministrů veřejných prací Československa
Toto je seznam ministrů veřejných prací Československa, který obsahuje chronologický přehled všech členů vlád Československa působících v tomto úřadu.

## Ministři veřejných prací první Československé republiky 1918–1938
| #  | Jméno             | Fotografie | Strana        | Vláda                                                                       | Funkční období                        | Poznámky                |
| -- | ----------------- | ---------- | ------------- | --------------------------------------------------------------------------- | ------------------------------------- | ----------------------- |
| 1  | František Staněk  |            | agrární str.  | vláda K. Kramáře                                                            | 14. listopadu 1918 – 8. července 1919 | Ministr veřejných prací |
| 2  | Antonín Hampl     |            | ČSDSD         | 1. vláda V. Tusara                                                          | 8. července 1919 – 25. května 1920    | Ministr veřejných prací |
| 3  | Bohuslav Vrbenský |            | ČSS           | 2. vláda V. Tusara                                                          | 25. května 1920 – 15. září 1920       | Ministr veřejných prací |
| 4  | František Kovářík |            | nestraník     | 1. vláda J. Černého                                                         | 15. září 1920 – 26. září 1921         | Ministr veřejných prací |
| 5  | Alois Tučný       |            | ČSS           | vláda E. Beneše                                                             | 26. září 1921 – 7. října 1922         | Ministr veřejných prací |
| 6  | Antonín Srba      |            | ČSDSD         | 1. vláda A. Švehly                                                          | 7. října 1922 – 9. prosince 1925      | Ministr veřejných prací |
| 7  | Rudolf Mlčoch     |            | živnost. str. | 2. vláda A. Švehly                                                          | 9. prosince 1925 – 18. března 1926    | Ministr veřejných prací |
| 8  | Václav Roubík     |            | nestraník     | 2. vláda J. Černého                                                         | 18. března 1926 – 12. října 1926      | Ministr veřejných prací |
| 9  | Franz Spina       |            | BdL           | 3. vláda A. Švehly 1. vláda F. Udržala                                      | 12. října 1926 – 7. prosince 1929     | Ministr veřejných prací |
| 10 | Jan Dostálek      |            | ČSL           | 2. vláda F. Udržala 1. vláda J. Malypetra                                   | 7. prosince 1929 – 14. února 1934     | Ministr veřejných prací |
| 11 | Ludwig Czech      |            | DSAP          | 2. vláda J. Malypetra                                                       | 14. února 1934 – 4. června 1935       | Ministr veřejných prací |
| 12 | Jan Dostálek      |            | ČSL           | 3. vláda J. Malypetra 1. vláda M. Hodži 2. vláda M. Hodži 3. vláda M. Hodži | 4. června 1935 – 22. září 1938        | Ministr veřejných prací |
| 13 | František Nosál   |            | nestraník     | 1. vláda J. Syrového                                                        | 22. září 1938 – 4. října 1938         | Ministr veřejných prací |

## Ministři veřejných prací druhé Československé republiky 1938–1939
| # | Jméno          | Fotografie | Strana    | Vláda                | Funkční období                     | Poznámky                |
| - | -------------- | ---------- | --------- | -------------------- | ---------------------------------- | ----------------------- |
| 1 | Karel Husárek  |            | nestraník | 2. vláda J. Syrového | 4. října 1938 – 1. prosince 1938   | Ministr veřejných prací |
| 2 | Dominik Čipera |            | SNJ       | 1. vláda R. Berana   | 1. prosince 1938 – 15. března 1939 | Ministr veřejných prací |

## Ministři veřejných prací exilové vlády Československé republiky
| # | Jméno       | Fotografie | Strana       | Vláda              | Funkční období                     | Poznámky                                                      |
| - | ----------- | ---------- | ------------ | ------------------ | ---------------------------------- | ------------------------------------------------------------- |
| 1 | Ján Lichner |            | agrární str. | 2. vláda J. Šrámka | 12. listopadu 1942 – 5. dubna 1945 | Ministr zemědělství a veřejných prací londýnské exilové vlády |